# SHANK
SHANK（シャンク）は、日本のロックバンド。所属レーベルはBAiTFiSH RECORDS。

## メンバー
| 名前                              | 生年月日               | 担当               | 備考       |
| --------------------------------- | ---------------------- | ------------------ | ---------- |
| 庵原 将平 （いおはら しょうへい） | 1988年3月4日（37歳）   | ボーカル、ベース   | 長崎県出身 |
| 松崎 兵太 （まつざき ひょうた）   | 1987年7月1日（37歳）   | ギター、コーラス   | 長崎県出身 |
| 早川 尚希 （はやかわ なおき）     | 1990年11月20日（34歳） | ドラムス、コーラス | 滋賀県出身 |

### 旧メンバー
- 池本 雄季（いけもと ゆうき、1988年4月26日 - ）
  - ドラムス、コーラス
  - 長崎県出身
  - 2023年12月25日脱退。

## 来歴
- 2004年
  - 庵原将平、松崎兵太を中心にバンドを結成。この時点では庵原はヴォーカルのみで、ベースとドラムには別のメンバーがいた。しかし「部活が忙しい」等の理由で脱退。その結果、庵原がベース・ヴォーカルへと転向、池本雄季がドラムとして加入。スカパンク・バンドをやろうとしたものの、ホーンをやるメンバーがおらずスリーピース・バンドとなった。また、SHANKというバンド名は当初スカパンク・バンドであることから"SKANK"（SKA＋PUNK）としていたものを池本が「SHANK」と読み間違えたのがきっかけで、そのまま"SHANK"として活動。
- 2008年
  - THE NINTH APPLLOより、2曲入りのシングル『RESTART』をindiesmusic.comとタワーレコード限定でリリース。
  - 1stミニ・アルバム『From tiny square room』をリリース。このリリースに伴った"From tiny square room tour" はバンド史上最多の全107本という怒涛のスケジュールで敢行された。
- 2009年
  - 2ndミニ・アルバム『My Sweet Universe』をリリース。
- 2010年
  - ライヴ会場限定シングル『Steal This Future』をリリース。
  - 1stフル・アルバム『Loving our small days』をリリース。
- 2011年
  - 11月27日、長崎市NCC&スタジオにて「BLAZE UP NAGASAKI 2011」を開催。
- 2012年
  - 2ndシングル『Wake me up when night falls again』をリリース。
  - 2ndフル・アルバム『Calling』をリリース。
  - 11月24日、長崎市NCC&スタジオにて「BLAZE UP NAGASAKI 2012」を開催。
- 2013年
  - 3rdシングル『Summer time in the country』をリリース。
  - 11月16日・17日、長崎Studio DO!にて「BLAZE UP NAGASAKI 2013」を開催。地元のライヴハウスにて2DAYSでの開催となった。
  - 3rdフル・アルバム『Baitfish Attitude』をリリース。
- 2014年
  - 11月9日、新企画「TWO HEAVY CLASH」をStudio DO!にて開催。2 MAN LIVEとして不定期開催していく旨を発表。この日はSPARK!!SOUND!!SHOW!!との2 MAN LIVEを敢行。
  - 「REDLINE ASIA TOUR powered by UNIONWAY 〜10th anniversary show〜」に出演。バンド史上初となる海外ツアーとしてCOUNTRY YARDと共に韓国・香港・台湾でのライヴを敢行。
- 2015年
  - 5月7日、恵比寿リキッドルームにて11周年ワンマンライヴを開催。このライヴの場でavexに移籍することを発表。
  - 9月30日、3rdミニ・アルバム『SHANK OF THE MORNING』、DVD『11 YEARS IN THE LIVE HOUSE』を同時発売。
  - 10月11日、自身が主催するイベント「BLZE UP NAGASAKI」の会場を野外へと移し、長崎市・神の島公園にて開催。出演アーティストはCONCRETE NAILS、ザ・アンドロイズ、SPARK!!SOUND!!SHOW!!、Day tripper、BAN'S ENCOUNTER、ARTIFACT OF INSTANT、SUNSET BUS、NUBO、The BONEZ、COUNTRY YARD、MEANING、S.M.N.、G-FREAK FACTORY、My Hair is Bad、WANIMA、ORANGE POST REASON、SHANKの17組。
  - 10月15日より、全23公演に渡るツアー「SHANK OF THE MORNING TOUR」を開催。
- 2016年
  - 6月に東京・名古屋・大阪の3ヶ所で自主企画「Three Heavy Clash」を開催。
  - 10月2日、「BLAZE UP NAGASAKI」を長崎市・神の島公園にて開催。
  - 11月17日より、全15公演に渡るツアー「KEEP ON CASTiNG TOUR」を開催。
- 2017年
  - 2017年1月18日にフル・アルバム『Honesty』をリリースすることを発表。
  - 2017年2月より、全45公演に渡るツアー『Honesty Tour 2017』を開催することを発表。
- 2018年
  - 5月から8月にかけて「Keep On Casting Tour 2018」を開催。
  - 6月9日、「BLAZE UP NAGASAKI 2018」をハウステンボスにて開催。
  - 9月5日にミニ・アルバム『WANDERSOUL』をリリース。
  - 2018年10月から翌年2月にかけて、全国ツアー『WANDERSOUL TOUR 2018-2019』を開催。
- 2019年
  - 3月に「Keep On Casting Tour 2019」を開催。
  - 6月8日、ハウステンボスでは2回目の開催となる「BLAZE UP NAGASAKI 2019」を開催。
  - 11月17日より、全15公演に渡るツアー「KEEP ON CASTiNG TOUR」を開催。
  - 9月に「Three Heavy Clash Tour 2019」を開催。
  - 10月から翌年3月にかけて、バンド結成15周年を記念するワンマンツアー「15th Anniversary One-Man Tour -The Heavy Clash-」を開催。
- 2020年
  - 5月から7月にかけて「Keep On Casting Tour 2020」開催を予定していたが、コロナ禍の影響により全公演キャンセルとなった。
  - 9月2日、EP『Candy Cruise EP』とDVD/Blu-ray『THE HEAVY CLASH at SHINKIBA STUDIO COAST』をリリース。
  - コロナ禍によりバンドセットのライブができなくなったため、9月6日に恵比寿リキッドルームにてアコースティック形式のライブを2部制で開催。このライブは生配信も行った。
  - 11月から12月にかけて、アコースティックツアー「LAST ACOUSTIC TOUR SLOW SHANK 2020」を開催。
- 2021年
  - 2月から4月にかけて、バンドセットによる2部制でのツアー「Candy Cruise Tour 2021」を開催。
  - 10月から12月にかけて「THE HEAVY CLASH TOUR 2021」を開催。このツアーより対バン形式のツアーを再開した。
  - 11月6日〜7日、出島メッセ長崎に会場を移して「BLAZE UP NAGASAKI 2021」を開催。初の2DAYS開催となり、SHANKを含む計13組が出演した。コロナ禍の影響により、着席形式での開催となった。
- 2022年
  - 1月に約5年ぶりとなるフル・アルバム『STEADY』をリリース。
  - 3月から10月にかけてアルバム・リリースツアー「STEADY TOUR 2022」を開催。
  - 9月10月にかけて、北海道ツアー「NORTHISLAND TOUR」を開催。道内6箇所6公演を行った。
  - 11月19日〜20日、出島メッセ長崎で2回目の開催となる「BLAZE UP NAGASAKI 2022」を開催。オールスタンディング形式での2DAYS開催となり、SHANKを含む計13組が出演した。
- 2023年
  - 2月、バンドとしては初となるZeppツアーの開催を発表。
  - 5月7日に会場限定シングル『Rude Foundation』をリリース。
  - 5月7日〜28日にかけて、「Zepp Tour 2023 "Rude Foundation"」を開催。
  - 12月2日、出島メッセ長崎で三回目の開催となる「BLAZE UP NAGASAKI 2023」を開催。SHANKやORANGE RANGE、04 Limited sazabys、10-FEETなど計10組が出演した。
  - 12月18日、ドラムの池本雄季が12月25日に長崎STUDIO DO!で行うライブをもって脱退することを発表。早川尚希（ex. LABRET）をサポートメンバーとして迎えることも合わせて発表された。
  - 12月25日、長崎STUDIO DO!にてライブ「THE HEAVY CLASH」を開催し、このライブを最後に池本雄季が脱退。

- 2024年
  - 1月31日、サポートメンバーに早川尚希を迎えた新体制で制作したシングル『Midnight Grow』をリリース。
  - 4月12日、早川尚希がメンバーとして正式加入することを発表。

## ディスコグラフィー

### 配信限定シングル
| 発売日         | タイトル    | レーベル         |
| -------------- | ----------- | ---------------- |
| 2020年5月6日   | Rising Down | BAiTFiSH RECORDS |
| 2021年10月31日 | Mind Games  | BAiTFiSH RECORDS |

### シングルレコード
| 発売日        | タイトル        | 品番       |
| ------------- | --------------- | ---------- |
| 2023年6月27日 | Rude Foundation | BRVL-00003 |
| 2024年1月31日 | Midnight Grow   | BRVL-00005 |

### 参加作品
| 発売日         | タイトル                                           | 規格品番   | 収録曲                     |
| -------------- | -------------------------------------------------- | ---------- | -------------------------- |
| 2007年7月11日  | PUNKER SHOT 5                                      | SKYR-0092  | 16.SNOW                    |
| 2008年12月24日 | CLUB Zion 4th anniversary Album -the faiths around | CZVA-001   | 17.SMOKE                   |
| 2009年3月25日  | PUNK ROCK SOUNDTRACKS Vol.7                        | EKRM-1110  | 2.Lamp                     |
| 2010年3月3日   | Self - Satisfaction                                | TNAD-0011  | 4. Roots                   |
| 2010年4月2日   | PUNK ROCK SOUNDTRACKS Vol.8                        | EKRM-1144  | 1. place of a promise      |
| 2010年6月2日   | VANS COMPILATION LOUD SESSION!!!! of VANS×BANDS    | VANS-0001  | 5. My Special Reason.      |
| 2010年7月28日  | ロック・スティッチ                                 | AVCW-12789 | 4. Always                  |
| 2010年8月18日  | iLECHE CON COVER! -A Tribute To NO USE FOR A NAME- | DDCB-11101 | 1. Part Two                |
| 2010年9月8日   | B-Yond -2nd season-                                | QUVE-0001  | 5. BOX                     |
| 2010年9月8日   | In the Stage                                       | TNAD-0014  | 22. Feeling for my word    |
| 2011年6月15日  | Ten years for your ears                            | TNAD-0020  | 20. Tree of Life           |
| 2011年7月13日  | ONE BIG FAMILY 8                                   | DQC-734    | 7. drama queen             |
| 2012年1月25日  | IMC KILLER TUNES                                   | AVCD-38406 | 18. Cigar Store            |
| 2013年1月9日   | SiNG ALONG WiTH POTSHOT                            | CBR-54     | 5. LOVELY THING            |
| 2013年9月16日  | THE NINTH APOLLO2013 sampler CD                    | TNAD-1001  | 7. Two sweet coffees a day |
| 2015年6月3日   | THE NINTH APOLLO 2014 sampler CD                   | TNAD-1002  | 7. 620                     |
| 2015年12月23日 | ROCK IN DISNEY YEAR END PARTY!                     | AVCW-63121 | 4. オールウェイズ          |